# Jimmy Pahun
Jimmy Pahun (nascido em 15 de maio de 1962) é um político francês que representa o segundo eleitorado de Morbihan na Assembleia Nacional desde 2017.

## Carreira política
Pahun foi eleito para a Assembleia Nacional nas eleições legislativas de 2017 como Independente. No Parlamento francês, é membro do Movimento Democrático e respectivo grupo afiliado.